# Ein riskantes Spiel
Ein riskantes Spiel ist ein deutsches Filmdrama des Regisseurs Johannes Fabrick aus dem Jahr 2008. Der Fernsehfilm wurde für das ZDF und Arte produziert. Wotan Wilke Möhring und Tim Bergmann spielen darin die beiden Hauptrollen. Eine Männerfreundschaft wird durch schwere Krankheit auf eine harte Probe gestellt.

## Handlung
Der erfolglose Architekt Markus kündigt aus finanziellen Gründen seine Krankenversicherung, doch dann verschlechtert sich sein Gesundheitszustand. Sein Freund Andreas, ein finanziell gut gestellter Familienvater, leiht ihm seine Krankenversichertenkarte für eine ärztliche Untersuchung, ohne die Schwere der Erkrankung zu erahnen. Bei Markus wird Blutkrebs festgestellt. Als ihn die Medikamentenzuzahlungen zunehmend belasten, setzt er sie ab. Andreas drängt ihn zur Fortsetzung der Therapie, auch aus Verantwortung für seinen 9-jährigen Sohn Lukas.
Um Zeit für seinen Freund zu haben, täuscht Andreas seinem Unternehmen eine eigene Erkrankung vor. Seine häufige Abwesenheit und offensichtliche Niedergeschlagenheit lassen seine Frau Franziska misstrauisch werden. Darum weiht er sie in die Situation ein. Nach kurzer Auseinandersetzung trägt sie seine Entscheidung mit.
Auch eine Knochenmarktransplantation bringt keinen langfristigen Erfolg – Markus stirbt. Die Formalitäten nach seinem Tod lassen den Betrug auffliegen. Andreas muss sich vor Gericht verantworten, wobei seine Uneigennützigkeit, eine gute Sozialprognose und sein Geständnis das Urteil auf 18 Monate Haft auf Bewährung mildern.

## Hintergrundinformationen
Erstausstrahlung war am 1. August 2008 im französischen und deutschen Fernsehen auf Arte. Drehort war die bayerische Landeshauptstadt München.

## Kritiken
„Johannes Fabrick setzt in seiner stark inszenierten und gekonnt gespielten Regiearbeit um eine außergewöhnliche Männerfreundschaft einmal mehr auf seine bewährte Darstellercrew, […] Das hervorragende Drehbuch lieferte Frauke Hunfeld […].“

„Packend umgesetztes (Fernseh-)Drama um eine Existenz bedrohende Männerfreundschaft, bei der es angesichts der Frage nach Leben oder Tod an die Grundlagen menschlichen Miteinanders und Füreinanders geht.“

## Auszeichnungen
Der Film war 2008 für den Deutschen Fernsehpreis (Bestes Drehbuch) nominiert.